# Torrelaguna
Torrelaguna é um município da Espanha 
na província e Comunidade de de Madrid. Tem 43,4 km² de área e em 2021 tinha 4 897 habitantes (densidade: 112,8 hab./km²).

## Demografia
| Variação demográfica do município entre 1991 e 2004[carece de fontes?] | Variação demográfica do município entre 1991 e 2004[carece de fontes?] | Variação demográfica do município entre 1991 e 2004[carece de fontes?] | Variação demográfica do município entre 1991 e 2004[carece de fontes?] |
| ---------------------------------------------------------------------- | ---------------------------------------------------------------------- | ---------------------------------------------------------------------- | ---------------------------------------------------------------------- |
| 1991                                                                   | 1996                                                                   | 2001                                                                   | 2004                                                                   |
| 2553                                                                   | 2612                                                                   | 2942                                                                   | 3711                                                                   |